# Almir Zarfeg

Capa do livro Água Preta

Almir Zarfeg (Itanhém, 30 de agosto de 1966), mais conhecido como A. Zarfeg ou simplesmente AZ, é um poeta, ficcionista e jornalista brasileiro.

## Biografia
É filho de José Afonso Ferraz e Santos e Zelita Generosa da Silva, tendo passado a infância e adolescência nos municípios de Bertópolis (MG) e Itanhém 
(BA), por isso se define como “baianeiro”. 
Seu primeiro contato com a poesia se deu em meados dos anos 1980, quando cursava 
magistério no Colégio Normal São Bernardo de Itanhém, estimulado pela professora 
Enelita de Sousa Freitas. 
Assim que concluiu o magistério, em 86, mudou-se para a capital mineira, Belo 
Horizonte, onde iniciou o curso de letras na FAFI-BH, hoje UNI-BH. Permaneceria em 
BH até 94.
Em 1991, pela ASBRAPA, publica a 1ª edição de “Água Preta”, livro de poemas 
dedicado à sua terra Itanhém, que já se chamou Água Preta. Só voltaria a publicar 
livros em 2007.
Vive atualmente em Teixeira de Freitas/BA e se dedica ao jornalismo e à literatura. Em 
2016, Zarfeg celebra 25 anos de trajetória poética.

## Livros publicados
- 1991 – Água Preta

- 2007 – Rápidos & Diretos[4]
- 2009 – A primeira vez de Z.
- 2009 – Zarfeguian@s – artigos, crônicas e provocações!
- 2010 – Respublica etcétera
- 2011 – Sutil, pero no mucho
- 2011 – L de Luppy
- 2011 – Rurais & Gerais
- 2011 – Uma besta plena de palavras
- 2011 – Crônicas Teixeirenses
- 2012 – janEUce – poemas de pão, beijo i amor
- 2013 – Ave, Poesia! (com Jan Cordeiro)
- 2013 – E-book Poe-mas
- 2014 – Alto e bom som
- 2014 – E-book Duetos[5]
- 2014 – (Dia)logos, noitadas, côncavos e (com)versos
- 2016 – E-book Poemas Anexados[6]

## Prêmios
- Prêmio Bradesco de Literatura, da Academia Carioca de Letras (ACL), 2013
- Prêmio Destaque Poético, da Academia de Letras e Artes de Fortaleza (ALAF), 2014.
- Prêmio Camões 1580–2014, da Academia de Letras e Artes (ALA) de Portugal, 2014
- Prêmio Internacional de Poesia, da União Brasileira de Escritores (UBE-RJ), 2015
- Prêmio Mérito Cultural e Histórico Guanabara, da Federação Brasileira dos Acadêmicos das Ciências, Letras e Artes (FEBACLA), 2015